# Crackers
Pour les articles homonymes, voir cracker.
Pour plus de détails, voir Fiche technique et Distribution.
Crackers est un film américain réalisé par Louis Malle, sorti en 1984. Ce film ne fut pas distribué, à l'époque, en France.

## Synopsis
À San Francisco, une bande de parfaits ratés échafaudent un plan pour dérober le contenu du coffre-fort d'un honnête commerçant.

## Fiche technique
- Titre : Crackers
- Titre français : Effraction avec préméditation
- Réalisation : Louis Malle
- Scénario : Jeffrey Alan Fiskin
- Musique : Paul Chihara
- Photographie : László Kovács
- Costumes : Deborah Nadoolman
- Montage : Suzanne Baron
- Production : Robert Cortes & Edward Lewis
- Société de production et de distribution : Universal Pictures
- Pays de production :  États-Unis
- Langue : anglais
- Format : Couleur - Mono - 35 mm - 1.85:1
- Genre : Comédie
- Durée : 88 minutes
- Dates de sortie :
  - États-Unis : 17 février 1984[2]
  - France : inédit en salles, sorti en VHS[3]

## Distribution
- Donald Sutherland (VF : Bernard Tiphaine) : Weslake
- Jack Warden (VF : Philippe Dumat) : Garvey
- Sean Penn (VF : Vincent Ropion) : Dillard
- Wallace Shawn (VF : Sylvain Clément) : Tortue
- Larry Riley (VF : Greg Germain) : Bitume
- Trinidad Silva : Ramon
- Christine Baranski (VF : Claude Chantal) : Maxine
- Charlayne Woodard (VF : Maïk Darah) : Jasmine
- Tasia Valenza : Maria
- Irwin Corey : Lazzaretti
- Edouard DeSoto : Don Fernando

## Remake
- Crackers est un remake américain de Le Pigeon (I soliti ignoti), film italien réalisé par Mario Monicelli en 1958.

## Distinction
- Le film est sélectionné en compétition officielle à la Berlinale 1984.